# Április 30.
Április 30. az év 120. (szökőévben 121.) napja a Gergely-naptár szerint. Az évből még 245 nap van hátra.
Névnapok: Katalin, Kitti + Kata, Ajtony, Buzád, Buzát, Hilda, Hildelita, Holda, Ildikó, Karina, Katarina, Katerina, Mariann, Marianna, Mína, Piusz, Rozamunda, Rozmarin, Szaffi, Szofi, Szófia, Tercia, Tertullia, Tivadar, Véda, Zsófi, Zsófia

## Események

### Katolikus Egyház
- 2000 – II. János Pál pápa április 30-án kihirdette az Isteni Irgalmasság ünnepét az egész világra. Ugyanezen a napon szentté avatták Fausztina nővért.

### Politikai események
- 0313 – Licinius római császár döntő győzelmet arat Maximinus Daia csapatai felett Heraclea Pontica mellett, Daia elmenekül a csatatérről.
- 1671 – Zrínyi Péter és Frangepán Ferenc Kristóf grófokat a bécsújhelyi (Wiener Neustadt-i) várban lefejezik.
- 1711 – A szatmári békeszerződés értelmében – melynek végleges szövegét április 29-én fogadták el a Károlyi Sándor kuruc főparancsnok és Pálffy János császári tábornagy által vezetett hosszas tárgyalások után – a kuruc hadsereg a nagymajtényi síkon leteszi zászlóit a császári hadsereg előtt, és fegyvereit megtartva hazaoszlik. Károlyi Sándor, a kuruc hadsereg főparancsnoka, és Pálffy János császári tábornagy, főparancsnok Szatmár városában megkötik a Rákóczi-szabadságharcot lezáró békeszerződést.
- 1789 – George Washington lesz az Amerikai Egyesült Államok első elnöke.
- 1859 – A Dél-kínai tengeri csata kezdete.
- 1863 – A Cameron-i csata  (Camarón de Tejeda), a Francia Idegenlégió vesztes csatája Benito Juárez mexikói csapatai ellen. A Francia Idegenlégió legfontosabb ünnepe.
- 1945 – Adolf Hitler öngyilkos lesz földalatti bunkerében.
- 1969 – Alexander Dubček helyett Gustáv Husák lesz a Csehszlovák Kommunista Párt első titkára.
- 1977 – Az Olasz Kommunista Párt és a Kereszténydemokrata Párt vezetőinek első hivatalos megbeszélései.
- 1980 – Beatrix holland királynő (hollandul: Koningin Beatrix der Nederlanden) trónra lépése.
- 2008 – Szergej Lavrov orosz külügyminiszter bejelenti, hogy Oroszország nem szándékozik háborúzni, de ha Grúzia erőszakos forgatókönyvet akar megvalósítani, Moszkva kénytelen lesz állampolgárai védelme érdekében válaszlépéseket tenni.
- 2023 – Ferenc pápa budapesti, Kossuth téri szentmiséje.

### Tudományos és gazdasági események
- 1876 –  A budapesti Margit híd felavatása.
- 1991 – Befejeződik a Trabant autók gyártása Zwickauban, az immár egyesült Németországban.
- 1993 – A CERN bejelenti, hogy a Világháló mindenki számára szabad és ingyenes.

### Sportesemények
- 1993 – Szeles Mónikát késsel sebesíti meg egy Steffi Graf szurkoló

Formula–1
- 1995 –  San Marinó-i Nagydíj, Imola - Győztes: Damon Hill  (Williams Renault)
- 2017 –  orosz nagydíj, Szocsi - Győztes: Valtteri Bottas  (Mercedes)

### Egyéb események
- 2021 – A Magyar Posta Zrt. 174 év után megszünteti a táviratot.

## Születések
- 1664 – II. (Stuart) Mária Anglia, Írország és Skócia királynője († 1694)
- 1777 – Carl Friedrich Gauss német matematikus, fizikus, csillagász († 1855)
- 1812 – Kaspar Hauser (Bonaparte Napóleon állítólagos unokája) († 1833)
- 1835 – Franz Defregger osztrák festőművész († 1921)
- 1848 – Nádaskay Béla állatorvos és orvosdoktor, a leíró- és tájbonctan tanára, 1878-ban az első magyar állatorvosi folyóirat, a Veterinarius alapítója († 1933).
- 1860 – Gyürky Gyula magyar bányamérnök, bányaigazgató († 1949)
- 1861 – Marian Zdziechowski lengyel filozófus, nyelvész és művészettörténész († 1938)
- 1870 – Lehár Ferenc magyar zeneszerző, katona karmester, operettszerző († 1948)
- 1883 – Jaroslav Hašek cseh szatirikus író, a Švejk, egy derék katona kalandjai a világháborúban szerzője († 1923)
- 1890 – Lakatos Géza honvéd vezérezredes, magyar miniszterelnök († 1967)
- 1893 – Joachim von Ribbentrop A náci németország külügyminisztere († 1946)
- 1902 – Theodore Schultz Közgazdasági Nobel-emlékdíjas amerikai közgazdász († 1998)
- 1910 – Kurt Kuhnke német autóversenyző († 1969)
- 1912 – Fényes Szabolcs magyar zeneszerző, színigazgató († 1986)
- 1916 – Claude Shannon amerikai matematikus, az információelmélet megalapítója († 2001)
- 1919 – Fogarassy Mária Jászai Mari-díjas magyar színésznő, érdemes művész († 1997)
- 1920 – Duncan Hamilton (James Duncan Hamilton) brit autóversenyző († 1994)
- 1920 – Szakáts Miklós magyar színész († 1984)
- 1929 – Klausjürgen Wussow német színész († 2007)
- 1931 – Andorka Rudolf szociológus († 1997)
- 1933 – Paksy Gábor építészmérnök, urbanisztikai szakember († 2017)
- 1939 – Cseri Kálmán református lelkipásztor († 2017)
- 1940 – Burth Young amerikai színész († 2023)
- 1945 – Kárp György magyar színész, színházigazgató
- 1946 – XVI. Károly Gusztáv svéd király
- 1950 – Valló Péter Kossuth-díjas magyar színész, rendező
- 1951 – Hegyi Gyula filmkritikus, politikus
- 1951 – Jacek Rostowski lengyel politikus, pénzügyminiszter
- 1953 – Klampár Tibor magyar asztaliteniszező
- 1954 – Bánfalvy Ágnes magyar színésznő
- 1954 – Imre István magyar színész
- 1956 – Lars von Trier dán filmrendező
- 1956 – Dobozi Eszter magyar költő, tanár († 2019)
- 1960 – Ö. Kovács József magyar történész, levéltáros
- 1962 – Nádas György Karinthy-gyűrűs magyar humorista
- 1965 – Adrian Pasdar amerikai színész
- 1965 – Dimanopulu Afrodité magyar színésznő
- 1970 – Halit Ergenç török színész
- 1973 – Akon szenegáli származású amerikai hiphop és Rhythm and blues énekes, dalszerző, lemezproducer
- 1975 – Johnny Galecki amerikai színész
- 1978 – Dombóvári István magyar humorista
- 1981 – Kunal Nayyar indiai-angol színész
- 1982 – Kirsten Dunst amerikai színésznő, énekesnő
- 1982 – Sam Heughan angol színész
- 1985 – Gal Gadot izraeli színésznő, modell
- 1986 – Dianna Agron amerikai színésznő, énekesnő, forgatókönyvíró, rendező
- 1988 – Ana de Armas kubai színésznő
- 1988 – O Hjeri dél-koreai taekwondózó
- 1994 – Vilmányi Benett magyar színész

## Halálozások
- 0065 – Marcus Annaeus Lucanus római költő (*39)
- 1632 – Johann t’Serclaes Tilly a Katolikus Liga genaralisszimusza, a harmincéves háború egyik híres hadvezére (* 1559)
- 1632 – III. Zsigmond lengyel király Lengyelország királya 1587–1632 és Svédország uralkodója 1592–1599 (* 1566)
- 1671 – Bécsújhelyen kivégzik Zrínyi Péter horvát bánt (* 1621) és Frangepán Ferencet (* 1620 körül), Bécsben Nádasdy Ferenc országbírót (* 1625), Pozsonyban pedig Bónis Ferencet.
- 1847 – Habsburg–Lotaringiai Károly Lajos tescheni herceg osztrák főherceg, magyar és cseh királyi herceg, császári tábornagy, a napóleoni háborúk jelentős hadvezére (* 1771)
- 1864 – Hajnik Pál ügyvéd, politikus, 1848-as belügyi tanácsos, majd országos rendőrfőnök (* 1808)
- 1883 – Édouard Manet francia impresszionista festő (* 1832)
- 1923 – Benka Gyula tanár, pedagógiai író, újságíró (* 1838)
- 1941 – Edwin S. Porter amerikai filmrendező, producer (* 1870)
- 1945 – Adolf Hitler német diktátor, a III. Birodalom vezére és kancellárja, a Führer (* 1889)
- 1965 – Lyka Károly Kossuth-díjas művészettörténész (* 1869)
- 1968 – Barsy Béla Kossuth-díjas magyar színész.(* 1906)
- 1974 – Szécsi Pál magyar énekes (* 1944)
- 1976 – Nádasdi Péter író, újságíró, Veres Péter író, politikus fia (* 1920)
- 1983 – Muddy Waters (er. McKinley Morganfield) amerikai blues-zenész (* 1915)
- 1985 – Török Sándor magyar író, műfordító (* 1904)
- 1986 – Zsofinyecz Mihály magyar politikus, miniszter (* 1906)
- 1989 – Bite Pál magyar kémikus, egyetemi oktató (* 1914)
- 1989 – Sergio Leone olasz filmrendező (* 1929)
- 1991 – Ghislaine Dommanget francia színésznő, monacói hercegné (* 1900)
- 1994 – Roland Ratzenberger osztrák autóversenyző (* 1960)
- 1996 – Keresztury Dezső irodalomtörténész (* 1904)
- 2012 – Zádor Ervin olimpiai bajnok magyar vízilabdázó (* 1934)
- 2012 – Alexander Dale Oen olimpiai ezüstérmes, világ- és Európa-bajnok norvég úszó (* 1985)
- 2013 – Rácz Sándor magyar politikus, az 1956-os forradalmi munkásmegmozdulások egyik vezéralakja (* 1933)
- 2015 – Dénes György földrajztudós, jogász, helytörténész (* 1923)
- 2022 – Szabó Zoltán művészettörténész, festőművész, pap (* 1936)
- 2024 – Paul Auster  amerikai író, költő, műfordító és forgatókönyvíró (* 1947)

## Nemzeti ünnepek, emléknapok, világnapok
- A magyar film napja – A táncz című első magyar film 1901-es bemutatásának napjára emlékezve.
- A méhek napja – A Magyar Méhészek Egyesületének kezdeményezésére 1994-től. Célja a méz és a méhészeti termékek megismertetése és megkedveltetése
- A magyar katonazene napja – A Magyar Honvédség fegyvernemi napja, a katonazenekarok és a katonazenészek ünnepe. 2003-tól kezdve Lehár Ferenc születésnapja alkalmából tartják meg.
- Walpurgis-éj, a germán mitológia szerint ezen a éjjelen a Brocken hegyen találkoznak a boszorkányok.